# Кимрский мост
Кимрский мост — автодорожный мост через Волгу в городе Кимры. Самый длинный мост в Тверской области. Построен в 1978 году Мостоотрядом № 6 (Ярославль) по типовому проекту воронежского института «Гипрокоммундортранс».
Мост железобетонный четырёхпролётный. Длина — 554,2 м. Второй и третий пролёты — судоходные. Высота пролётов от нормального проектного уровня — 16,4 м.

## История
Впервые разговоры о строительства моста, с техническим и экономическим обоснованием его необходимости, начались в начале XX века, когда в 1900 году до Кимр была построена железная дорога, связавшая город с Москвой. Однако в строительстве перехода через Волгу не были заинтересованы местные дельцы, специализировавшиеся на перевозке пассажиров и грузов через реку. Для железнодорожного ведомства масштабные работы на тупиковом, на тот момент, направлении не были перспективны.
В конце 1930-х годах строительством Угличского гидроузла, подпор воды которого затрагивал и Кимры. Вопрос о строительства автомобильного моста возник снова, но был частично снят. Т. к. в 1937 году  выше по течению было завершено строительство плотины Иваньковской ГЭС для канала Волга—Москва в посёлке Иваньково (сейчас город Дубна). Автомобильное движение через Волгу стало осуществлялось по плотине Иваньковской ГЭС.
Лишь в 1974 году была утверждена проектная документация на строительство моста, которое началось в октябре того же года.
Мост строился по типовому для 1970-х годов проекту — консольной конструкции из сборных железобетонных блоков, объединённых напрягаемой арматурой. По данному проекту тогда много было построено мостов, т. к. технология возведения была несложной и простой. Но уже через 20 лет многие из них пришли в аварийное состояние. Например, Восточный мост в Твери. Данная судьба постигла и Кимский мост. К середине 1990-х годов прогибы пролетных строений моста достигли критических значений.

### Переустройство в 2005—2007 годах

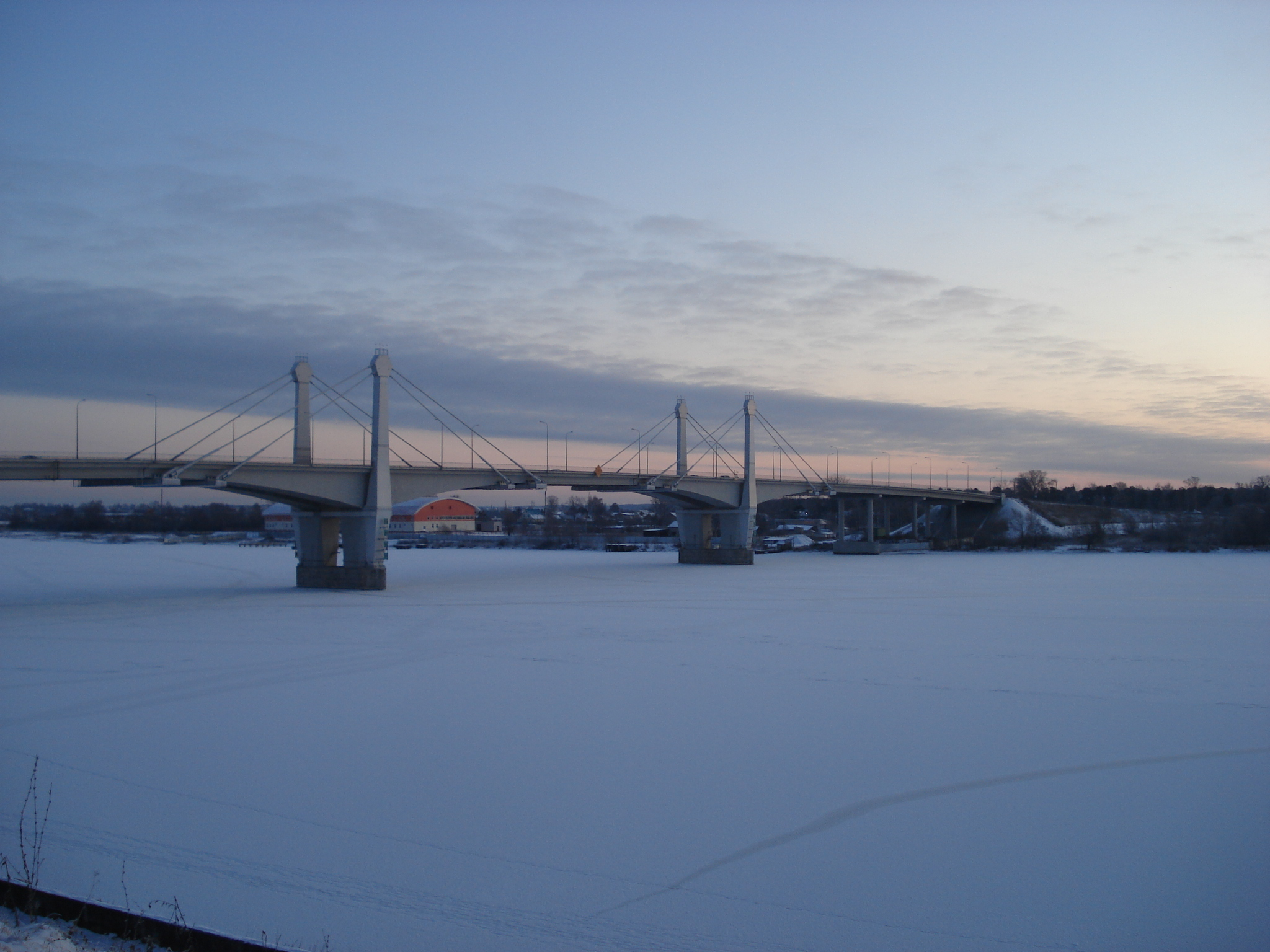
Мост зимой

C декабря 2005 года мост был закрыт на ремонт. Реконструкцию проводил Мостоотряд-90 (город Дмитров), входящий в ОАО «Мостотрест».
Инженерный проект и рабочая документация разработаны ЗАО "Институт «Стройпроект».
Впервые в России выполнена вантовая система усиления русловых железобетонных пролетов. 6 пилонов с помощью 24 вант — туго скрученных стальных тросов, каждый из которых включает в себя до 55 высокопрочных канатов — будут прочно держать всю конструкцию. Протяженность мостового перехода вместе с подходами к нему составит 904,9 метров, ширина проезжей части — 15 метров, для передвижения пешеходов, велосипедистов и инвалидов предусмотрено два тротуара, шириной по 2,25 метра с каждой стороны моста. Движение по мосту восстановлено в октябре 2007 года.
В 2018 году на ремонт асфальтового покрытия моста было потрачено 7,7 миллионов рублей.

## Почтовая марка

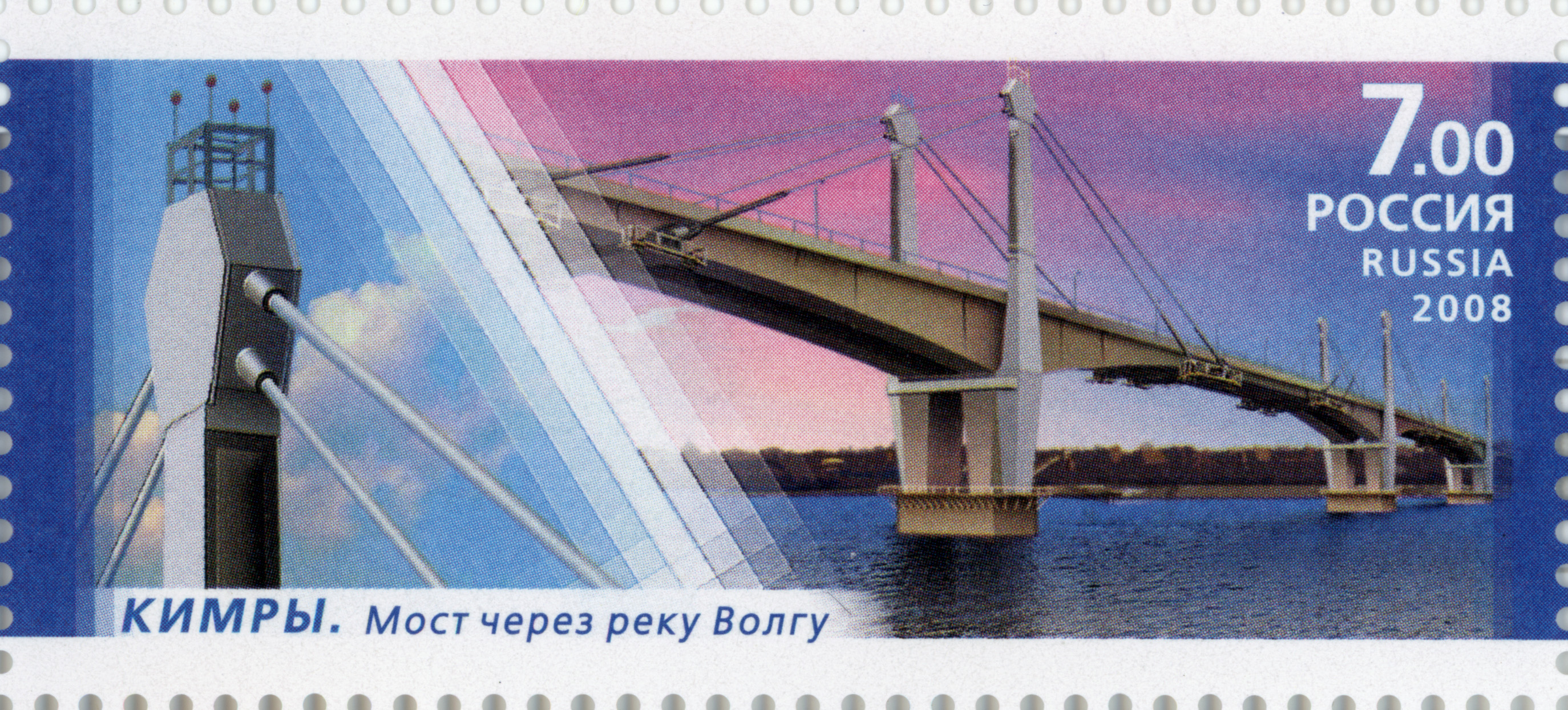
Мост на российской почтовой марке

28 ноября 2008 года ФГУП Издательско-торговый центр «Марка» Федерального агентства связи выпустило в обращение почтовую марку (№ 1281) Почты России номиналом 7.00 руб. с изображением Кимрского моста. Размер 58 на 26 мм. Бумага мелованная. Печать офсет. Тираж 1200000. Дизайнер Московец А.

## Достопримечательности
В 2018 году в створе моста был установлен самолёт ТУ-124В — праотец пассажирских самолётов с турбовентиляторными двигателями. К юбилею Андрея Туполева он был капитально отремонтирован специалистами Рязанского авиаремонтного завода.